# San Juan Lachao
San Juan Lachao là một đô thị thuộc bang Oaxaca, México. Năm 2005, dân số của đô thị này là 3936 người.